# بيل بيك
بيل بيك (بالإنجليزية: Bill Peck)‏ هو عازف قيثارة أمريكي، ولد في 1 أبريل 1979 في أورلاندو في الولايات المتحدة.